# Sábrata
Sábrata é uma cidade à beira do Mediterrâneo que se situa a sessenta quilômetros da capital da Líbia, Trípoli. No passado, controlada pelo Império Romano, foi um dos mais importantes postos comerciais de toda a região. Hoje, o que mais chama a atenção ali é o antigo teatro, um monumento construído há dois mil anos por grandes artistas romanos daquela época.

## Galeria

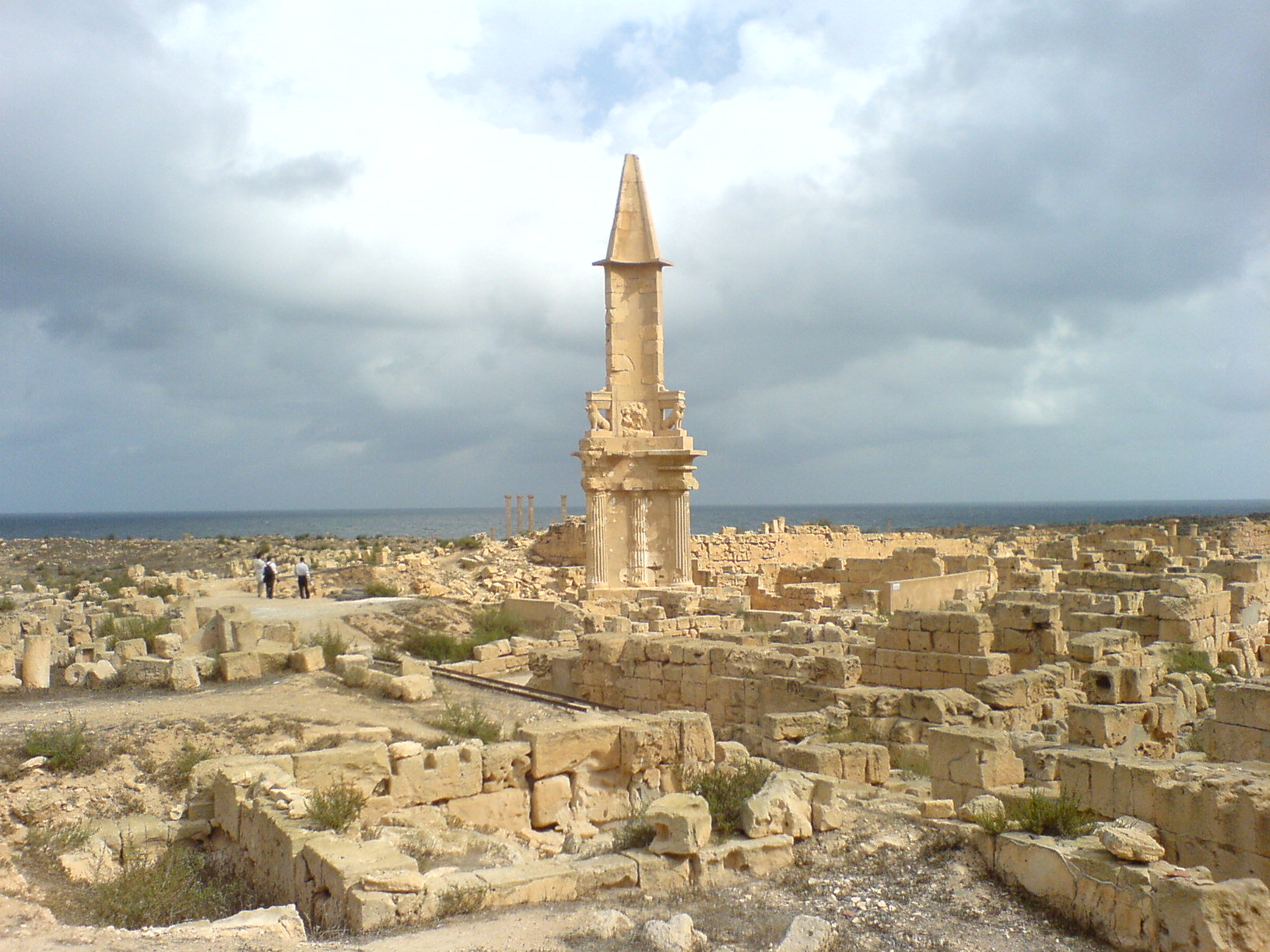
Mausoléu de Bes.
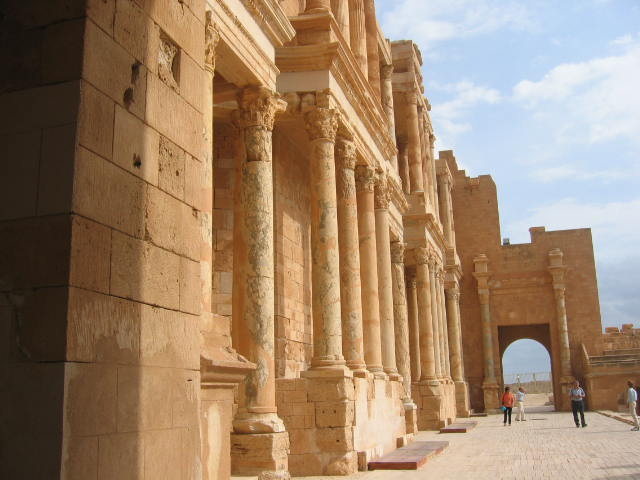
Teatro de Sábrata.
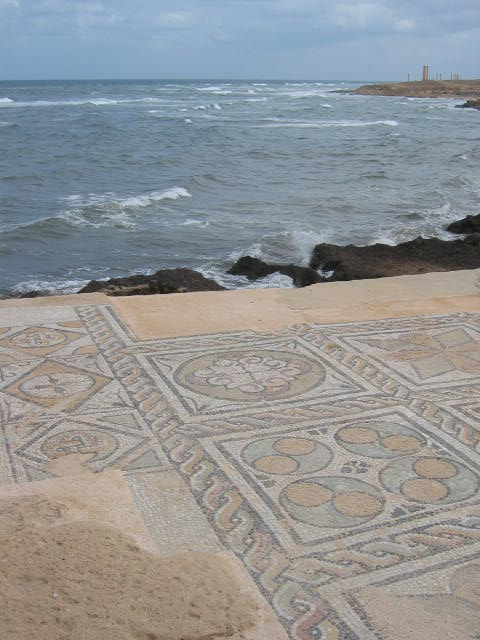
Mosaico em Sábrata.
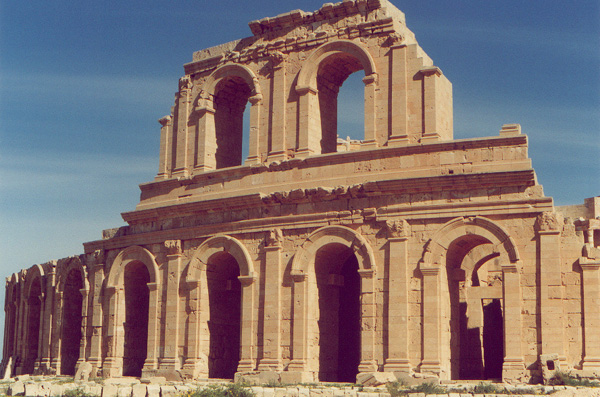
Teatro de Sábrata.
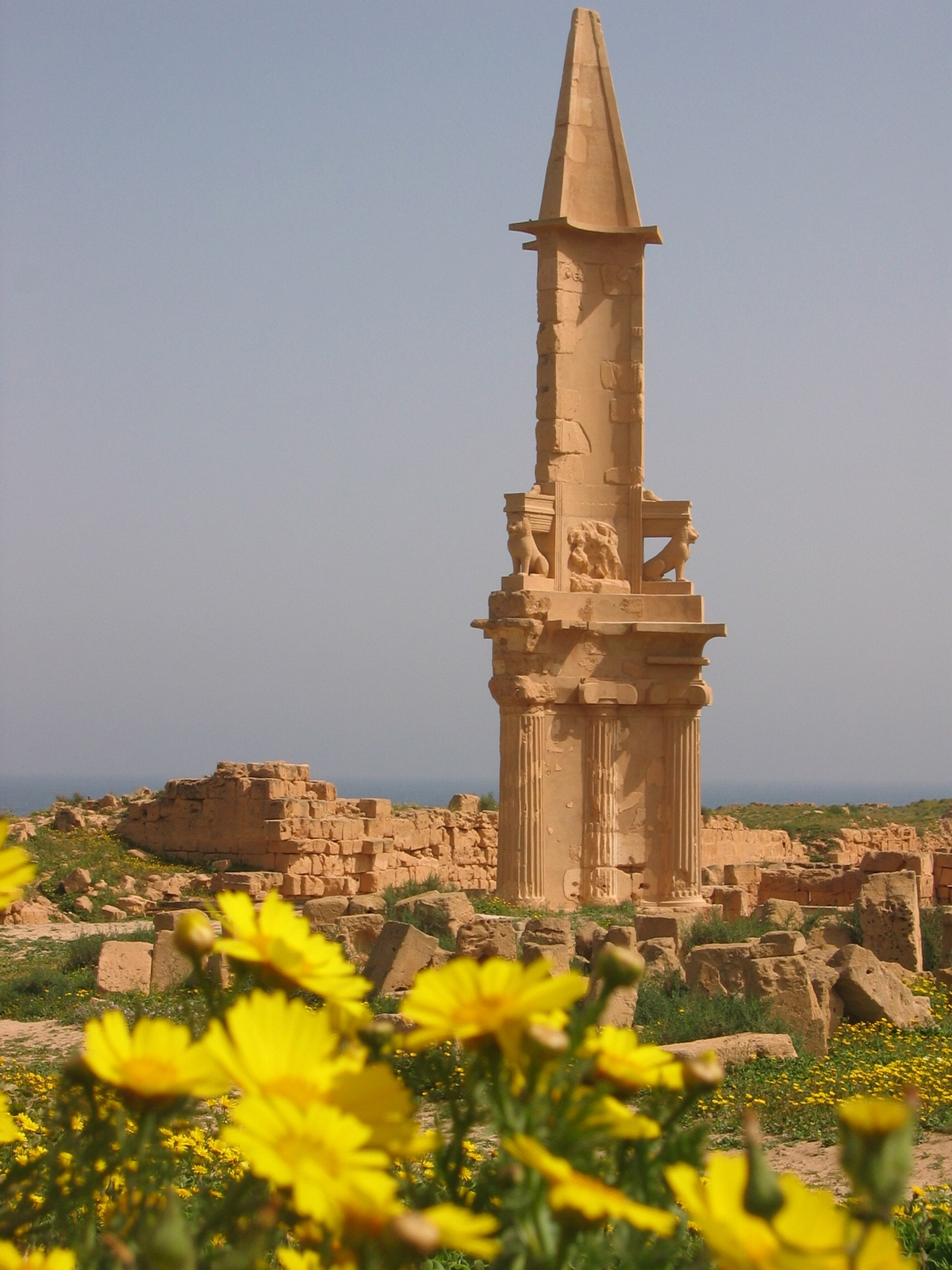
Mausoléu de Bes.

## Ligações Externas
- UNESCO - Sítio Arqueológico de Sábrata
- Galeria da UNESCO - Sítio Arqueológico de Sábrata